# 원지점 킥모터

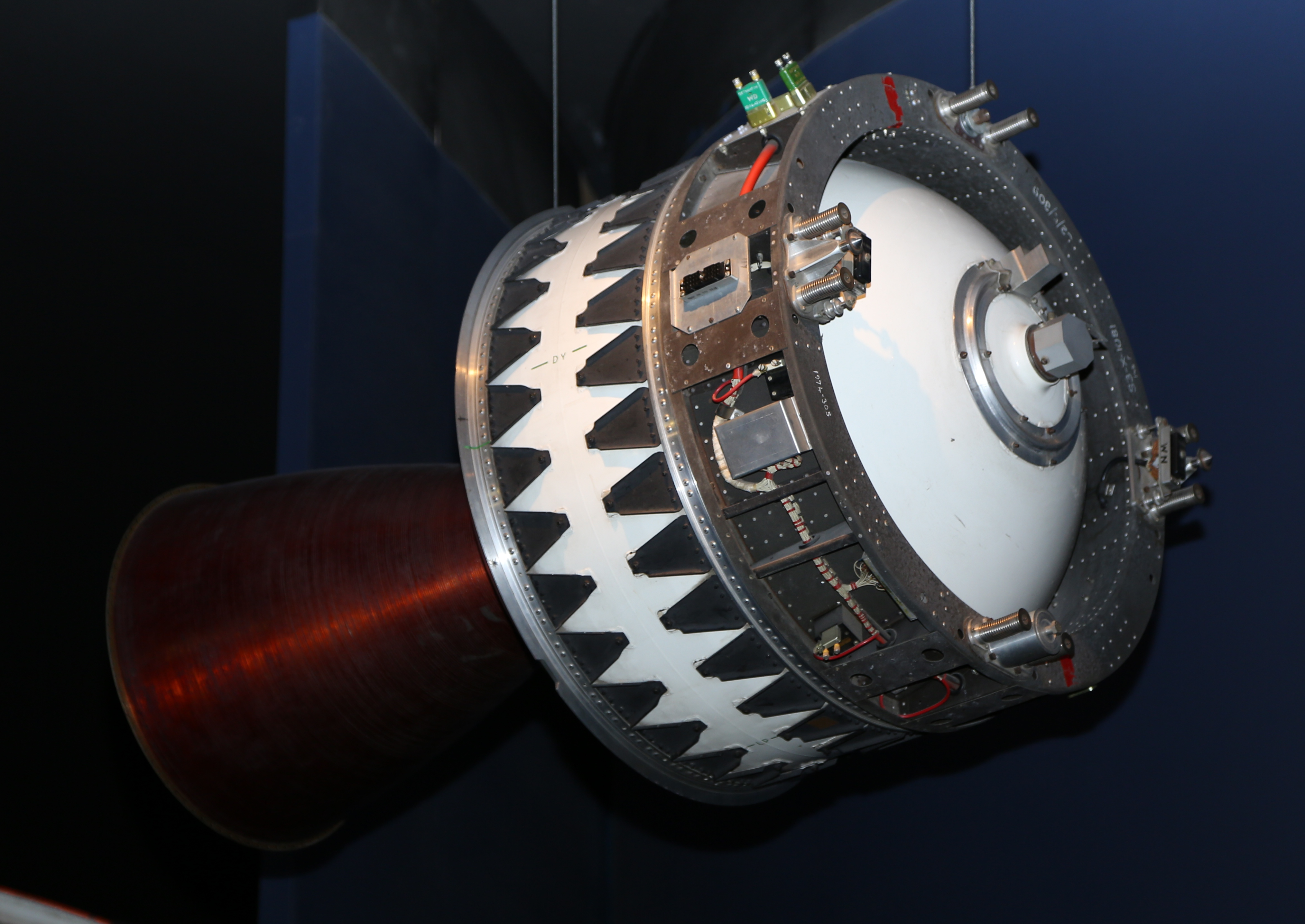

원지점 킥모터(영어: apogee kick motor, AKM)는 천이 궤도에서 최종(가장 일반적으로 원형) 궤도로 궤적을 변경하기 위한 최종적인 속도를 더하기 위해 인공 위성에 자주 사용되는 로켓 모터를 말한다. 지구에서 발사된 위성의 경우, 원지점 모터는 원지점(Apogee, 어포지)이라고 부르는 천이 궤도의 가장 높은 지점에서 점화된다. 어포지 킥모터, 원지점 모터, 어포지 모터(고체 로켓 모터 사용시), 어포지 엔진(액체 엔진 사용시)라고도 한다.

## 설명
예를 들어, 정지 궤도에 발사된 인공위성에는 원지점 킥모터가 사용된다. 정지 위성 발사의 대부분은 지구 적도에서 상당한 거리에 있는 우주 기지에서 수행되기 때문에 발사체는 종종 발사 지점의 위도와 거의 같은 0이 아닌 기울기를 가진 궤도로만 위성을 발사한다. 이 궤도는 일반적으로 정지궤도 전송궤도(geostationary transfer orbit) 또는 정지 천이 궤도(geosynchronous transfer orbit, GTO)라고 부른다. 그런 다음 위성은 정지 궤도에 도달하는 데 필요한 델타 V를 얻기 위해, 새로운 추가적인 추력이 필요하다. 이 추력은 일반적으로 고정된 온보드 원지점 킥모터를 점화해서 얻는다. 위성이 궤도의 원점에 도달하면 원지점 킥모터가 점화되어 타원 궤도를 원형 궤도로 전환함과 동시에 기울기를 약 0도로 가져와 정지 궤도에 안착시킨다. 이 절차를 "어포지 킥"이라고 부른다.
더 일반적으로 로켓 엔진을 발사하여 운송 궤도에서 원하는 최종 궤도로 인공위성을 배치하는 절차를, 궤도 삽입 점화(orbital insertion burn)라고 부른다. 원하는 궤도가 원형인 경우 원형화 점화(circularization burn)라고 부른다. 지구 이외의 천체 주위를 도는 궤도의 경우, 이는 원지점 점화(apoapsis burn)이라고 부른다.
위성에 탑재된 연료의 양은 위성의 수명에 직접적인 영향을 미치므로 가능한 한 효율적으로 어포지 킥 기동을 하는 것이 바람직하다. 정지 궤도에서 작동 수명이 시작될 때 대부분의 정지 위성의 질량은 일반적으로 정지 궤도에서 로켓에서 분리될 때의 약 절반이고 나머지 절반은 어포지 킥 기동에서 소비된 연료이다.

## 같이 보기
- 인공위성